# Жълт равнец
Жълтият или струмски равнец (Achillea clypeolata) е многогодишно растение от семейство Сложноцветни. Видът е балкански ендемит. Включен е в списъка на лечебните растения съгласно Закона за лечебните растения.

## Описание
Достига височина между 20 и 60 cm. Стъблата му са единични, а листата – един път перести, те са покрити със сиви власинки. Съцветието е с диаметър 3 – 6 cm, има щитовидна форма и е с яркожълто на цвят. То е съставено от множество кошнички, чиито обвивки са с диаметър 3 mm. Периодът на цъфтеж е от май до август, а на плодоносене от юли до октомври.

## Разпространение
Жълтият равнец расте по голи варовити и скалисти места. Среща се в Северна Добруджа, Албания, Сърбия, Босна и Херцеговина, Хърватия, Република Македония, Европейската част на Турция. В България е разпространен из цялата страна до височина 1900 m.